# Чемпіонат світу з веслування на байдарках і каное 2021
Чемпіонат світу з веслування на байдарках і каное 2021 відбувся з 16 по 19 вересня 2021 року в Копенгагені, Данія.

## Медальний залік
*   Країна-господарка ( Данія)
| Місце               | Країна              | Золото | Срібло | Бронза | Загалом |
| ------------------- | ------------------- | ------ | ------ | ------ | ------- |
| 1                   | Угорщина            | 6      | 8      | 4      | 18      |
| 2                   | Білорусь            | 4      | 2      | 2      | 8       |
| 3                   | Україна             | 3      | 1      | 1      | 5       |
| 4                   | ФКР                 | 3      | 0      | 5      | 8       |
| 5                   | Німеччина           | 2      | 2      | 1      | 5       |
| 6                   | Іспанія             | 2      | 1      | 0      | 3       |
| 7                   | Італія              | 2      | 0      | 1      | 3       |
| 8                   | Португалія          | 1      | 3      | 0      | 4       |
| 9                   | Данія*              | 1      | 1      | 3      | 5       |
| 10                  | Швеція              | 1      | 1      | 0      | 2       |
| 11                  | Чилі                | 1      | 0      | 1      | 2       |
| 12                  | Канада              | 1      | 0      | 0      | 1       |
| 12                  | Нова Зеландія       | 1      | 0      | 0      | 1       |
| 14                  | Польща              | 0      | 3      | 3      | 6       |
| 15                  | Чехія               | 0      | 2      | 1      | 3       |
| 16                  | Куба                | 0      | 1      | 2      | 3       |
| 17                  | Велика Британія     | 0      | 1      | 1      | 2       |
| 17                  | Словаччина          | 0      | 1      | 1      | 2       |
| 19                  | Ірландія            | 0      | 1      | 0      | 1       |
| 20                  | Бельгія             | 0      | 0      | 1      | 1       |
| 20                  | Латвія              | 0      | 0      | 1      | 1       |
| 20                  | Молдова             | 0      | 0      | 1      | 1       |
| Загалом (22 збірні) | Загалом (22 збірні) | 28     | 28     | 29     | 85      |

## Результати

### Чоловіки
Неолімпійські дистанції 

#### Каное
| Event      | Золото                                                          | Золото   | Срібло                                                                         | Срібло   | Бронза                                                      | Бронза   |
| ---------- | --------------------------------------------------------------- | -------- | ------------------------------------------------------------------------------ | -------- | ----------------------------------------------------------- | -------- |
| К–1 500 м  | Конрад-Робін Шейбнер Німеччина                                  | 1:46.55  | Мартін Фукса Чехія                                                             | 1:47.58  | Олег Тарновський Молдова Карло Таккіні Італія               | 1:48.50  |
| К–1 1000 м | Конрад-Робін Шейбнер Німеччина                                  | 3:50.73  | Мартін Фукса Чехія                                                             | 3:51.39  | Балаж Адольф Угорщина                                       | 3:51.69  |
| К–1 5000 м | Балаж Адольф Угорщина                                           | 23:08.62 | Себастьян Брендель Німеччина                                                   | 23:09.28 | Кирило Шамшурін ФКР                                         | 23:30.18 |
| К–2 500 м  | Італія Ніколае Крачун Даніеле Сантіні                           | 1:39.90  | Угорщина Йонатан Гайду Адам Фекете                                             | 1:40.20  | ФКР Віктор Мелантьєв Владислав Чеботарь                     | 1:40.92  |
| К–2 1000 м | ФКР Кирило Шамшурін Владислав Чеботарь                          | 3:32.83  | Польща Віктор Глазунов Томаш Барняк                                            | 3:34.38  | Куба Сергей Торрес Фернандо Хорхе                           | 3:35.22  |
| К–4 500 м  | Україна Віталій Вергелес Андрій Рибачок Юрій Вандюк Тарас Міщук | 1:31.20  | Польща Александер Кітевський Арсен Сливинський Міхал Лубневський Норман Зезуля | 1:31.31  | ФКР Павло Петров Михайло Павлов Віктор Мелантьєв Іван Штиль | 1:31.55  |

#### Байдарка
| Event      | Золото                                                         | Золото   | Срібло                                                     | Срібло   | Бронза                                              | Бронза   |
| ---------- | -------------------------------------------------------------- | -------- | ---------------------------------------------------------- | -------- | --------------------------------------------------- | -------- |
| Б–1 200 м  | Андреа Ді Ліберто Італія                                       | 34.78    | Петтер Меннінг Швеція                                      | 34.81    | Робертс Акменс Латвія                               | 34.95    |
| Б–1 500 м  | Микита Боряков Білорусь                                        | 1:38.87  | Жао Рібейро Португалія                                     | 1:39.88  | Морітц Флорстедт Німеччина                          | 1:40.04  |
| Б–1 1000 м | Фернандо Пімента Португалія                                    | 3:25.82  | Балінт Копас Угорщина                                      | 3:26.49  | Олег Юреня Білорусь                                 | 3:30.47  |
| Б–1 5000 м | Балінт Ное Угорщина                                            | 20:02.96 | Фернандо Пімента Португалія                                | 20:03.19 | Мадс Педерсен Данія                                 | 20:13.25 |
| Б–2 500 м  | Іспанія Маркус Вальц Родріго Гермаде                           | 1:29.04  | Німеччина Тобіас-Паскаль Шульц Мартін Гіллер               | 1:30.01  | Словаччина Самуель Балаж Деніс Мишак                | 1:30.09  |
| Б–2 1000 м | Швеція Денніс Кернен Мартін Нателль                            | 3:13.70  | Данія Сімон Єнсен Мортен Граверсен                         | 3:14.46  | Угорщина Балінт Ное Тамаш Куліфай                   | 3:14.83  |
| Б–4 500 м  | Україна Олег Кухарик Дмитро Даниленко Ігор Трунов Іван Семикін | 1:20.19  | Словаччина Самуель Балаж Деніс Мишак Чаба Залка Адам Ботек | 1:20.59  | Чехія Якуб Шпікар Данієл Гавел Ян Ворел Радек Шлоуф | 1:20.69  |

### Жінки
Неолімпійські дистанції 

#### Каное
| Event      | Золото                                                                   | Золото   | Срібло                                                        | Срібло   | Бронза                                                                    | Бронза   |
| ---------- | ------------------------------------------------------------------------ | -------- | ------------------------------------------------------------- | -------- | ------------------------------------------------------------------------- | -------- |
| К–1 200 м  | Кеті Венсан Канада                                                       | 46.52    | Антіа Жасоме Іспанія                                          | 46.79    | Дорота Боровська Польща                                                   | 46.90    |
| К–1 500 м  | Марія Майлліард Чилі                                                     | 2:05.09  | Людмила Лузан Україна                                         | 2:05.77  | Олена Наздрова Білорусь                                                   | 2:05.86  |
| К–1 5000 м | Ольга Клімова Білорусь                                                   | 26:18.94 | Софія Кісбан Угорщина                                         | 26:37.32 | Марія Майлліард Чилі                                                      | 26:39.51 |
| К–2 200 м  | Іспанія Патрісія Коко Марія Корбера                                      | 43.88    | Куба Яріслейдіс Сірільйо Кетерін Нуево                        | 43.89    | Угорщина Джіада Брагато Б'янка Наді                                       | 44.37    |
| К–2 500 м  | Україна Людмила Лузан Анастасія Четверікова                              | 1:55.85  | Білорусь Олена Наздрова Надія Макарченко                      | 1:57.12  | Куба Яріслейдіс Сірільйо Кетерін Нуево                                    | 1:57.70  |
| К–4 500 м  | Білорусь Олена Наздрова Надія Макарченко Олександра Калаур Ольга Клімова | 1:48.62  | Угорщина Віраг Балла Кінчо Такач Лаура Гьончьоль Река Опавскі | 1:49.50  | Україна Людмила Лузан Олена Циганкова Юлія Колесник Анастасія Четверікова | 1:49.79  |

#### Байдарка
| Event      | Золото                                                                   | Золото   | Срібло                                                        | Срібло   | Бронза                                                                    | Бронза   |
| ---------- | ------------------------------------------------------------------------ | -------- | ------------------------------------------------------------- | -------- | ------------------------------------------------------------------------- | -------- |
| Б–1 200 м  | Емма Єргенсен Данія                                                      | 39.98    | Анна Луч Угорщина                                             | 40.71    | Наталія Подольська ФКР                                                    | 40.79    |
| Б–1 500 м  | Еймі Фішер Нова Зеландія                                                 | 1:48.08  | Тамара Чіпеш Угорщина                                         | 1:49.00  | Емма Єргенсен Данія                                                       | 1:49.85  |
| Б–1 1000 м | Аліда Дора Ґажо Угорщина                                                 | 3:56.04  | Ліззі Брутон Велика Британія                                  | 3:59.29  | Пернілле Кнудсен Данія                                                    | 4:00.32  |
| Б–1 5000 м | Емеше Кьохалмі Угорщина                                                  | 22:57.48 | Дженніфер Іган Ірландія                                       | 22:58.58 | Ліззі Брутон Велика Британія                                              | 22:59.45 |
| Б–2 200 м  | ФКР Крітіна Ковнір Анастасія Долгова                                     | 37.41    | Угорщина Бланка Кісс Анна Луч                                 | 37.65    | Польща Домініка Путто Катаржина Колодзейчик                               | 37.67    |
| Б–2 500 м  | Угорщина Данута Козак Тамара Чіпеш                                       | 1:40.52  | Білорусь Ольга Худенко Марина Литвинчук                       | 1:40.70  | Бельгія Гермін Пітерс Лайз Брукс                                          | 1:42.15  |
| Б–4 500 м  | Білорусь Маргарита Махньова Надія Лепешко Ольга Худенко Марина Литвинчук | 1:32.55  | Угорщина Данута Козак Тамара Чіпеш Анна Карас Аліда Дора Ґажо | 1:32.71  | ФКР Світлана Чернігівська Олена Анюшина Кіра Степанова Анастасія Панченко | 1:35.30  |

### Мікст
Неолімпійські дистанції 
| Event     | Золото                           | Золото | Срібло                                     | Срібло | Бронза                                      | Бронза |
| --------- | -------------------------------- | ------ | ------------------------------------------ | ------ | ------------------------------------------- | ------ |
| К–2 200 м | ФКР Ірина Андреєва Іван Штиль    | 39.10  | Польща Міхал Лубневський Дорота Боровська  | 39.82  | Угорщина Давід Корісанський Кінче Такач     | 40.02  |
| Б–2 200 м | Угорщина Анна Луч Колош Чізмадіа | 33.94  | Португалія Мессіас Баптіста Франциска Лайя | 34.34  | Польща Марта Вальчикевич Бартош Грабовський | 34.35  |

## Результати збірної України

### Чоловіки
| Спортсменка | Дисципліна      | Попередній заїзд | Попередній заїзд | Півфінал | Півфінал | Фінал    | Фінал |
| Час | Місце           | Час              | Місце            | Час      | Місце    |          |       |
| --- | --------------- | ---------------- | ---------------- | -------- | -------- | -------- | ----- |
| Тарас Міщук Полтавська область                                                                                                | К-1 500 метрів  | 1:53.13          | 5 ПФ             | 1:50.47  | 3 ФА     | 1:50.07  | 7     |
| Павло Алтухов Полтавська область                                                                                              | К-1 1000 метрів | 4:37.25          | 6 ПФ             | 4:11.08  | 7 ФВ     | 3:59.29  | 14    |
| Андрій Захаров Харківська область                                                                                             | К-1 5000 метрів | Н/Д              | Н/Д              | Н/Д      | Н/Д      | 24:40.94 | 11    |
| Віталій Вергелес Львівська областьАндрій Рибачок Волинська область                                                            | К-2 500 метрів  | 1:47.98          | 5 ПФ             | 1:41.98  | 1 ФА     | 1:42.16  | 5     |
| Віталій Вергелес Львівська областьАндрій Рибачок Волинська областьЮрій Вандюк Волинська областьТарас Міщук Полтавська область | К-4 500 метрів  | Н/Д              | Н/Д              | Н/Д      | Н/Д      | 1:31.20  | 1     |
| Віталій Цуркан Миколаївська область                                                                                           | Б-1 200 метрів  | DNS              | DNS              | DNS      | DNS      | DNS      | DNS   |
| Олександр Сиромятников Херсонська область                                                                                     | Б-1 5000 метрів | Н/Д              | Н/Д              | Н/Д      | Н/Д      | 22:03.95 | 17    |
| Дмитро Даниленко Вінницька областьОлег Кухарик Полтавська область                                                             | К-2 500 метрів  | 1:33.33          | 1 ФА             | Н/Д      | Н/Д      | 1:30.54  | 5     |
| В'ячеслав Любчич Житомирська областьОлександр Сиромятников Херсонська область                                                 | К-2 500 метрів  | 3:33.91          | 6 ПФ             | 3:23.76  | 7        | Н/Д      | 16    |
| Олег Кухарик Полтавська областьДмитро Даниленко Вінницька областьІгор Трунов Полтавська областьІван Семикін Київська область  | К-4 500 метрів  | 1:23.03          | 1 ФА             | Н/Д      | Н/Д      | 1:20.19  | 1     |

### Жінки
| Спортсменка | Дисципліна      | Попередній заїзд | Попередній заїзд | Півфінал | Півфінал | Фінал    | Фінал |
| Час | Місце           | Час              | Місце            | Час      | Місце    |          |       |
| --- | --------------- | ---------------- | ---------------- | -------- | -------- | -------- | ----- |
| Людмила Лузан Полтавська область | К-1 200 метрів  | 50.01            | 1 ФА             | Н/Д      | Н/Д      | 47.03    | 4     |
| Людмила Лузан Полтавська область | К-1 500 метрів  | 2:13.70          | 3 ФА             | Н/Д      | Н/Д      | 2:05.77  | 2     |
| Олена Циганкова Рівненська область | К-1 5000 метрів | Н/Д              | Н/Д              | Н/Д      | Н/Д      | DNF      | DNF   |
| Юлія Колесник Одеська областьАнастасія Четверікова Житомирська область                                                                   | К-2 200 метрів  | 46.99            | 2 ФА             | Н/Д      | Н/Д      | 44.49    | 6     |
| Людмила Лузан Полтавська областьАнастасія Четверікова Житомирська область                                                                | К-2 500 метрів  | 2:00.63          | 1 ФА             | Н/Д      | Н/Д      | 1:55.85  | 1     |
| Людмила Лузан Полтавська областьОлена Циганкова Рівненська областьЮлія Колесник Одеська областьАнастасія Четверікова Житомирська область | К-4 500 метрів  | Н/Д              | Н/Д              | Н/Д      | Н/Д      | 1:49.79  | 3     |
| Марія Кічасова-Скорик Полтавська область                                                                                                 | Б-1 200 метрів  | 44.05            | 8 ПФ             | 41.34    | 4        | Н/Д      | 10    |
| Марія Повх Волинська область | Б-1 500 метрів  | 2:00.44          | 2 ПФ             | 1:53.12  | 1 ФА     | 1:51.33  | 5     |
| Інна Грищун Полтавська область | Б-1 1000 метрів | 4:13.44          | 2 ФА             | Н/Д      | Н/Д      | 4:07.32  | 7     |
| Інна Грищун Полтавська область | Б-1 5000 метрів | Н/Д              | Н/Д              | Н/Д      | Н/Д      | 23:22.53 | 9     |
| Марія Повх Волинська областьАнастасія Горлова Львівська область                                                                          | К-2 200 метрів  | 38.98            | 2 ФА             | Н/Д      | Н/Д      | 38.76    | 6     |
| Діана Танько Полтавська областьІнна Грищун Полтавська область                                                                            | К-2 500 метрів  | 1:50.78          | 4 ПФ             | 1:48.24  | 5 ФВ     | 1:45.22  | 10    |
| Діана Танько Полтавська областьАнастасія Горлова Львівська областьЮлія Юрійчук Київська областьІнна Грищун Полтавська область            | К-4 500 метрів  | 1:37.07          | 3 ФА             | Н/Д      | Н/Д      | 1:36.16  | 5     |

### Мікст
| Спортсменка                                                                 | Дисципліна     | Попередній заїзд | Попередній заїзд | Півфінал | Півфінал | Фінал | Фінал |
| Час                                                                         | Місце          | Час              | Місце            | Час      | Місце    |       |       |
| --------------------------------------------------------------------------- | -------------- | ---------------- | ---------------- | -------- | -------- | ----- | ----- |
| Віталій Вергелес Львівська областьАнастасія Четверікова Житомирська область | К-2 200 метрів | Н/Д              | Н/Д              | Н/Д      | Н/Д      | 41.08 | 5     |
| Марія Кічасова-Скорик Полтавська областьІгор Трунов Полтавська область      | Б-2 200 метрів | 35.99            | 4 ПФ             | 35.34    | 2 ФА     | 34.87 | 6     |